# Muerte y resurrección de Facundo
Muerte y resurrección de Facundo es un ensayo escrito por Noé Jitrik en 1968 en cuya introducción analiza el libro Facundo: Civilización y Barbarie de Domingo Sarmiento, tratando de encontrar una clasificación y expresando algunas críticas hacia el mismo.

## Estructura
En la introducción, el autor propone tratar de analizar el libro Facundo: Civilización y Barbarie de Domingo Sarmiento como si formase parte de la literatura (aunque aclara que podría ser considerado como una obra histórica, sociológica, una novela, un ensayo, un tratado de moral o un panfleto). Partiendo de esa base, utiliza los recursos literarios para describir la expresión que utiliza Sarmiento en el libro, separándola de las nociones más simples, propias de la historia o la sociología, y dando a entender que el propósito de Sarmiento en el libro es el de convencer al lector de lo tirano y déspota que es el gobernador de Buenos Aires Juan Manuel de Rosas tergiversando, manipulando y alterando una serie de hechos históricos. También explica el contraste entre civilización y barbarie, caracterizándolas como opuestas, representadas por Facundo Quiroga y por Rosas como bárbaros y por el general Paz como civilizado.
El primer capítulo del libro se titula "Imagen primera de Facundo", y en el mismo se intenta analizar la personalidad del caudillo argentino Juan Facundo Quiroga tal como está expresada en el Facundo. Jitrik expresa el gran determinismo social de Sarmiento al describir al caudillo, diciendo que la geografía (en su caso, los llanos) condicionaba su personalidad. También resalta el hincapié que realiza Sarmiento en la descripción física del hombre que le da título a su libro: basándose principalmente en su cabello, lo señala porque es lo que más acerca a los seres humanos con los animales y por "oprimir lo racional, dejando sólo lo natural", además de por ser un elemento representativo de la anarquía y el caos.
Luego se realiza una segunda imagen de Quiroga, y por último también una imagen de Rosas, en la que analiza su descripción en la obra de Sarmiento.